# Kese
Kese (horvátul: Kešinci) falu Horvátországban, Eszék-Baranya megyében. Közigazgatásilag Szemelcéhez tartozik.

## Fekvése
Eszéktől légvonalban 24, közúton 30 km-re délre, Diakovártól légvonalban 12, közúton 14 km-re északkeletre, községközpontjától 1 km-re délre, Szlavónia középső részén, a Diakovári sík északi szélén, a Perić-patak sekély völgyében, Szemelce és Vrbica között fekszik. Mára teljesen összeépült a szomszédos Szemelcével. Településrészei: Berak, Bokorda, Ivoševac, Kudeljara és Štetnerovac.

## Története
A település egyházát már az 1332 és 1337 között kelt pápai tizedjegyzék is említi „Kesee”, „Keze”, „Kesse” alakban. 1435-ben nemesi névben („Kese”), 1477-ben pedig birtokként („Kesse”) említik. A 15. században részben a Garai család birtoka volt.
 Nevének alapja a főnévként is ismert magyar „kese” melléknév, melyet nemcsak sárgásfehér szőrű, fakó lovakra, hanem nagyon szőke emberekre is alkalmaztak, ezért személynévként is használatos volt. A török 1536-ban szállta meg ezt a területet, ekkor a lakosság egy része elmenekült. Helyükre a török uralom idején Boszniából pravoszláv vlachok települtek. A falu utolsó török ura Sadik aga volt. A török kiűzése után 1702-ben a faluban 21 ház maradt. A falu a diakovári püspökség birtoka lett. Lakói a szomszédos Szemelcéhez hasonlóan Ogramić püspöktől különféle kiváltságokat, adómentességet kaptak. Ennek fejében hajdúkként a püspök testőrségében kellett szolgálniuk. A kedvező letelepedési feltételeknek köszönhetően gyorsan fejlődött és a 18. század közepére a diakovári püspöki uradalom egyik legnagyobb faluja lett. 1758-ban már 73 ház állt a településen. A hívek nagy száma miatt a püspök 1754-ben a szomszédos Szemelcén plébániát alapított. A fejlődés a 19. század elejére megtorpant, melynek fő oka a kivándorlás és a pestisjárvány volt.
Az első katonai felmérés térképén „Kesincze” néven található. Lipszky János 1808-ban Budán kiadott repertóriumában „Kessincze” néven szerepel. Nagy Lajos 1829-ben kiadott művében „Kesincze” néven 97 házzal, 556 katolikus vallású lakossal találjuk. A 19. század második felében 1860-tól Bácskából német és magyar családok települtek be. Ezzel a nemzetiségi összetétel lényegesen megváltozott.
A településnek 1857-ben 918, 1910-ben 1183 lakosa volt. Verőce vármegye Diakovári járásának része volt. Az 1910-es népszámlálás adatai szerint lakosságának 50%-a horvát, 41%-a német, 8%-a magyar anyanyelvű volt. Az első világháború után 1918-ban az új szerb-horvát-szlovén állam, majd később (1929-ben) Jugoszlávia része lett. A partizánok 1944-ben elüldözték a német és a magyar lakosságot, a helyükre a háború után az ország különböző részeiről érkezett horvátok települtek. 1991-től a független Horvátországhoz tartozik. 1991-ben lakosságának 97%-a horvát nemzetiségű volt. 2011-ben a falunak 834 lakosa volt.

## Lakossága
| Lakosság változása | Lakosság változása | Lakosság változása | Lakosság változása | Lakosság változása | Lakosság változása | Lakosság változása | Lakosság változása | Lakosság változása | Lakosság változása | Lakosság változása | Lakosság változása | Lakosság változása | Lakosság változása | Lakosság változása | Lakosság változása |
| ------------------ | ------------------ | ------------------ | ------------------ | ------------------ | ------------------ | ------------------ | ------------------ | ------------------ | ------------------ | ------------------ | ------------------ | ------------------ | ------------------ | ------------------ | ------------------ |
| 1857               | 1869               | 1880               | 1890               | 1900               | 1910               | 1921               | 1931               | 1948               | 1953               | 1961               | 1971               | 1981               | 1991               | 2001               | 2011               |
| 918                | 901                | 957                | 1.146              | 1.271              | 1.183              | 1.205              | 1.266              | 1.379              | 1.384              | 1.372              | 1.208              | 1.022              | 977                | 895                | 834                |

## Gazdaság
A helyi gazdaság alapja a mezőgazdaság, a gyümölcs- és szőlőtermesztés.

## Nevezetességei
Szent Rókus és Szent Vid tiszteletére szentelt római katolikus temploma 1867-ben épült. A szemelcei Kisboldogasszony plébánia filiája. A plébániát 1754-ben alapították.

## Kultúra
KUD „Kešinci” kulturális és művészeti egyesület.

## Oktatás
A településen a szemelcei „Josip Kozarac” elemi iskola alsó tagozatos területi iskolája működik.

## Sport
- Az NK Kešinci labdarúgóklubot 1949-ben alapították NK Proleter Kešinci néven. Mai nevét az 1988/89-es szezon óta viseli. A csapat a megyei 1. ligában szerepel.
- ŠRU „Crvenkapica” sporthorgász egyesület.

## Egyesületek
LU „Srndać” vadásztársaság.